# ایلخچی علیا
ایلخچی علیا یک روستا در ایران است که در دهستان اجارود مرکزی واقع شده‌است. ایلخچی علیا ۸۰ نفر جمعیت دارد.